# 饶平县
23°40′N 117°0′E / 23.667°N 117.000°E
饶平县是潮州市下辖的一个县，得名于“饶永不瘠，平永不乱”，位于中国广东省最东端，与福建省接壤、饶平西南与湘桥区、汕头市澄海区接壤、西邻潮安区、北临梅州市大埔县、东北一隅与福建省平和县相接，东邻福建省诏安县，南临南海，与汕头市南澳县隔海相望。是广东重要的陶瓷生产基地，也是岭头单丛茶和铁皮石斛的重要产地、素有“广东东大门”之称，縣人民政府駐廣場東路1號。

## 历史
- 商末西周时期，饶平境内已有部落聚居，创造“浮滨型文化”。
- 春秋战国时期，饶平为百越地。
- 秦汉时期属南海郡揭阳县。
- 晋时属义安郡海阳县。
- 南朝梁普通四年（523年），以义安郡置东扬州，后改为瀛州；陈永定年间废瀛州，仍置义安郡，饒平縣、南澳縣一帶劃为福建。
- 隋朝開皇十年，590年，隋王朝罷州設縣，次年，於義安縣設立潮州，以潮水往復為名，潮州名始此；兩年後的開皇十二年(西元592年)，整個潮汕地區劃回福建。
- 唐朝貞觀三年，西元629年劃回福建，隸屬江南道福建觀察使。貞觀十年，西元636年，改隸屬嶺南道。景雲二年，西元711年，再次劃回福建，潮州先後隸屬江南道福州都督府，閩州都督府和福建經略使。唐玄宗開元十暨公元751年，將隸屬福建一段時間的潮汕地區由從江南道（福建）改為嶺南道（廣東）管轄。
- 明成化十二年十月甲申（1476年10月31日）从海阳县析光德的弦歌（清为避康熙帝名讳改称元歌）、灤州、清远、太平乡的宣化、信宁及怀德乡的隆眼城、苏湾、秋溪等三乡八都置饶平县，人口92921人，隶属潮州府。嘉靖五年，割灤州、清远二都置大埔县；四十四年析苏湾都置澄海县，割秋溪都归还海阳县。万历四年以信宁都海岛置南澳镇，与福建漳州诏安县共管，深隆二澳属饶平。明朝萬曆年間，即1575年，南澳島開始分屬福建，廣東，設南澳副總兵，即「協守漳潮等處駐南澳副總兵」，分廣東、福建兩軍營。
- 清朝康熙二十四年（1685年），升設南澳總兵，管轄閩南、台灣、粵東海域軍事。
- 1931年2月—1935年，中国共产党的地方组织在福建省平和、诏安与广东省饶平、大埔4县交界区域建立饶和埔诏苏区。
- 1949年10月25日，县属隆都区（今澄海隆都镇莲华镇大部）划归澄海县管辖。1951年8月县人民政府在黄冈镇设立办事处，1953年1月饶平县治由三饶镇迁此，黄冈镇成为了饶平县县城。1958年11月，县属凤凰区（今潮安凤凰镇）划归潮安县管辖。县境管辖范围保持至今。
- 饶平明清时期均属潮州府，民国时期属潮汕地区行政公署管辖。
- 建国后至1991年隶属汕头市管辖。
- 1991年12月至今归潮州市管辖。

### 事件
- 黄冈起义：清光绪三十三年(1907年)四月十一日，孙中山率领的黄冈丁未革命爆发。由于起义军寡不敌众，粮械缺乏，战败，惨毙多命。此次起义是孙中山领导的十次起义中之第三次，该年为农历丁未年，因而称之为“黄冈丁未革命”或黄冈起义。

## 地理
饶平县位于潮汕平原边端，是广东山区县之一。其地形依山傍海，地势北高南低，有岛屿13个，其中海山岛最大（现已与陆地相连，实为半岛），面积46.9平方公里；有海拔超1000米的山峰7座，其中西岩山最高，海拔1256米。黄冈河是饶平县内最大的河流，全长87.2公里，途经12个乡镇，注入南海。饶平县有柘林、高沙、大埕三个较大海湾，其中柘林湾最大，面积68平方公里。饶平海岸线长136公里，最大的港口是三百门海港。

### 气候
饶平县气候属于海洋副热带季风气候区，年降雨量充沛，为1475．9毫米，年平均气温21．4°C，农作物一年三熟。
| 饶平 (1981−2010)                               | 饶平 (1981−2010) | 饶平 (1981−2010) | 饶平 (1981−2010) | 饶平 (1981−2010) | 饶平 (1981−2010) | 饶平 (1981−2010) | 饶平 (1981−2010) | 饶平 (1981−2010) | 饶平 (1981−2010) | 饶平 (1981−2010) | 饶平 (1981−2010) | 饶平 (1981−2010) | 饶平 (1981−2010) |
| 月份                                           | 1月              | 2月              | 3月              | 4月              | 5月              | 6月              | 7月              | 8月              | 9月              | 10月             | 11月             | 12月             | 全年             |
| ---------------------------------------------- | ---------------- | ---------------- | ---------------- | ---------------- | ---------------- | ---------------- | ---------------- | ---------------- | ---------------- | ---------------- | ---------------- | ---------------- | ---------------- |
| 历史最高温 °C（°F）                            | 29.3 (84.7)      | 26.7 (80.1)      | 28.5 (83.3)      | 31.3 (88.3)      | 35.1 (95.2)      | 35.2 (95.4)      | 38.6 (101.5)     | 36.0 (96.8)      | 35.1 (95.2)      | 34.1 (93.4)      | 31.0 (87.8)      | 27.4 (81.3)      | 38.6 (101.5)     |
| 平均高温 °C（°F）                              | 18.5 (65.3)      | 18.2 (64.8)      | 20.0 (68.0)      | 23.9 (75.0)      | 27.3 (81.1)      | 29.7 (85.5)      | 31.7 (89.1)      | 31.7 (89.1)      | 30.4 (86.7)      | 28.1 (82.6)      | 24.7 (76.5)      | 20.7 (69.3)      | 25.4 (77.8)      |
| 日均气温 °C（°F）                              | 13.9 (57.0)      | 14.3 (57.7)      | 16.4 (61.5)      | 20.4 (68.7)      | 24.0 (75.2)      | 26.6 (79.9)      | 28.1 (82.6)      | 28.1 (82.6)      | 26.7 (80.1)      | 23.7 (74.7)      | 19.9 (67.8)      | 15.6 (60.1)      | 21.5 (70.7)      |
| 平均低温 °C（°F）                              | 10.6 (51.1)      | 11.8 (53.2)      | 13.9 (57.0)      | 18.0 (64.4)      | 21.6 (70.9)      | 24.3 (75.7)      | 25.4 (77.7)      | 25.4 (77.7)      | 24.0 (75.2)      | 20.2 (68.4)      | 16.1 (61.0)      | 11.8 (53.2)      | 18.6 (65.5)      |
| 历史最低温 °C（°F）                            | 3.1 (37.6)       | 2.7 (36.9)       | 4.4 (39.9)       | 9.6 (49.3)       | 15.4 (59.7)      | 17.2 (63.0)      | 21.4 (70.5)      | 21.9 (71.4)      | 18.1 (64.6)      | 11.7 (53.1)      | 5.3 (41.5)       | 0.5 (32.9)       | 0.5 (32.9)       |
| 平均降水量 mm（）                              | 30.6 (1.20)      | 69.9 (2.75)      | 104.8 (4.13)     | 164.4 (6.47)     | 194.2 (7.65)     | 256.3 (10.09)    | 219.9 (8.66)     | 252.2 (9.93)     | 174.3 (6.86)     | 24.6 (0.97)      | 27.7 (1.09)      | 28.8 (1.13)      | 1,547.7 (60.93)  |
| 平均相對濕度（％）                             | 75               | 79               | 82               | 83               | 85               | 86               | 84               | 83               | 81               | 74               | 72               | 71               | 80               |
| 来源：China Meteorological Data Service Center |                  |                  |                  |                  |                  |                  |                  |                  |                  |                  |                  |                  |                  |

## 人口
常住人口
根据第七次全国人口普查结果，截止到2020年11月1日零时，全县常住人口为 817442人。同第六次全国人口普查 2010年11月1日零时的881974人相比，十年共减少64532人，下降7.32%。
户别人口
全县常住人口中共有家庭户235960户，集体户4456户，家庭户人口为790822人，集体户人口为26620人。平均每个家庭户的人口为3.35人，比2010年第六次全国人口普查的4.04人减少0.69人。
性别构成
全县常住人口中，男性人口为416555人，占50.96%；女性人口为400887人，占49.04%。总人口性别比（以女性为100，男性对女性的比例）由2010年第六次全国人口普查的100.43上升为103.91。
年龄构成
全县常住人口中，0-14岁人口为170159人，占20.82%；15-59 岁人口为476752人，占58.32%；60岁及以上人口为170531人，占20.86%，其中65岁及以上人口为118641人，占14.51%。同2010年第六次全国人口普查相比，0-14岁人口的比重下降0.22个百分点，15-59岁人口的比重下降7.35个百分点，60岁及以上人口的比重上升7.56个百分点，65岁及以上人口的比重提高5.11个百分点。
各种受教育程度人口
全县常住人口中，具有大学（指大专以上）程度的人口为43226人；具有高中（含中专）程度的人口为110164人；具有初中程度的人口为285543人；具有小学程度的人口为262542人（以上各种受教育程度的人包括各类学校的毕业生、建业生和在校生）。同2010年第六次全国人口普查相比，每10万人中具有大学程度的由2395人上升为5288人；具有高中程度的由12699人上升为13477人；具有初中程度的由38867人下降为34931人；具有小学程度的由33519人下降为32118人。
平均受教育年限
与2010年第六次全国人口普查相比，全县常住人口中，15岁及以上人口的平均受教育年限由8.30年提高至8.45年。
城乡人口
全县常住人口中，居住在城镇的人口为394636人，占48.28%；居住在乡村的人口为422806人，占51.72%。与2010年第六次全国人口普查相比，城镇人口减少23949人，乡村人口减少40583人，城镇人口比重提高0.82个百分点。
流动人口
全县常住人口中，人户分离人口为39266人。流动人口中，跨省流入人口为6825人，省内流动人口为32441人。

## 教育

### 高中
| 序号 | 学校名称             | 建校时间 | 所在地 | 性质 | 2022年中考录取分数 | 备注 |
| ---- | -------------------- | -------- | ------ | ---- | ------------------ | ---- |
| 1    | 饶平第二中学         | 1924年   | 黄冈镇 | 公办 | 745                |      |
| 2    | 华侨中学             | 1958年   | 黄冈镇 | 公办 | 721                |      |
| 3    | 田家炳实验中学       | 1994年   | 黄冈镇 | 公办 | 700                |      |
| 4    | 凤洲中学             | 1963年   | 黄冈镇 | 公办 | 622                |      |
| 5    | 饶平第四中学         | 1941年   | 饶洋镇 | 公办 | 536                |      |
| 6    | 钱东中学             | 1958年   | 钱东镇 | 公办 | 525                |      |
| 7    | 饶平第五中学         | 1942年   | 浮山镇 | 公办 | 492                |      |
| 8    | 柘林中学             | 1956年   | 柘林镇 | 公办 | 484                |      |
| 9    | 海山中学             | 1956年   | 海山镇 | 公办 | 443                |      |
| 10   | 饶平第一中学         | 1924年   | 三饶镇 | 公办 | 421                |      |
| 11   | 汫洲中学             | 1958年   | 汫洲镇 | 公办 | 416                |      |
| 12   | 瑞峰实验学校         | 2020年   | 新丰镇 | 民办 |                    |      |
| 13   | 暨南大学潮州实验学校 | 2022年   | 联饶镇 | 民办 |                    |      |

### 高考统计
|                   | 2022 | 2021 | 2020 | 2019 | 2018 | 2017 | 2016 | 2015 | 2014 | 2013 | 2012 | 2011 | 2010 |
| ----------------- | ---- | ---- | ---- | ---- | ---- | ---- | ---- | ---- | ---- | ---- | ---- | ---- | ---- |
| 考试人数/报名人数 | 5365 | 5109 | 5023 | 5362 | 6480 | 7024 | 7133 | 7360 | 7400 | 7250 | 6627 |      | 6428 |
| 优先档（一本）    |      |      |      |      |      |      | 636  | 501  | 324  | 301  | 223  |      |      |
| 本科（二本）      |      | 1621 | 1619 | 1827 | 1702 |      | 1915 | 1975 |      | 1976 | 1771 |      | 1909 |
| 3A以上            |      |      |      |      |      |      | 3167 | 3380 |      | 3573 | 3308 |      |      |
| 专科（3B）        |      |      | 4171 |      |      |      | 5413 | 5565 | 5831 | 5580 |      |      |      |

## 资源
饶平县有较为丰富的海产河山地资源。其中浅海滩共57万余亩，盛产各类海鱼、对虾、牡蛎等。山地野生动物则有眼镜蛇、金环蛇、腹蛇、穿山甲、石蛤等各种珍禽。饶平县盛产陶土。矿产资源有花冈岩、钾长石、高岭土、耐火土、铜、铁、钨、锡筹。饶平县也是凤凰系列产茶叶的产地。

## 饒民源流
西周至西漢時期，饒平本土居民為百越族之一。其遺裔俚、蜑、畬族等民族成為魏漢至唐時期的饒平土著。蜑族多聚居今之汫洲、海山、東界、拓林等沿海地區；畬族多聚居今之上饒、三饒、鳳凰、浮山、樟溪等山區。
隋唐時期，粵東地區屬地廣人稀之域。當時，饒地屬海陽縣，境內人口不過幾千人而已。隋唐以來，統稱嶺南各民族為南蠻或蠻獠，在建置上雖沒有郡縣，也只是鬆散的聯盟而已。譚其驤<粵東漢民考>也說:俚為粵東主人。饒平元歌都東洋堡有黎坑，是昔日俚人之居所。由此得知，隋唐時期粵東境內的先民應以俚人為主，其次是獠。
唐府兵隊正鄒牛客墓在留嶺。牛客，陳元光部將，守南詔堡，沒葬於此。宋紹興間，封昭德將軍。俗呼「買牛客墓」。 今有子孫居其旁地。<饒平縣志>、<詔安縣志>記載，在廣東潮州饒平、福建漳州詔安交界之琉嶺上有鄒牛客墓。鄒牛客是唐朝府兵隊正，是陳元光部將，駐守南詔堡。自宋朝以後，由莆田、龍溪、漳浦一帶入饒，定居於沿海各地的漢民，多為這批人的後裔。
饒平境內，至今未發現其先祖是北宋以前來定居的。到了南宋，自閩入饒的漢民逐漸增多，也有些文字記載。宋末元初，中原漢人源源流入饒平。漢人入饒來源主要有個三方面，第一方面從閩入饒。第二方面從江西經廣東韶關過揭陽、潮州轉入饒。第三方面中原漢人來粵或來潮當官落籍粵東，裔孫分布在饒。
從閩入饒的鄉民，以福建莆田和寧化兩地分派，有的直接流入，有的幾經輾轉遷徙入饒。從莆田入饒的多定居饒中、饒南地區，為潮汕人，其祖先多是晉永嘉之亂(西元307-312年)時中原士族難渡入閩，計有來自陝西、山西、河南一帶的林、黃、陳、鄭、詹、邱、何、胡等姓漢人，他們入閩後多定居福洲、莆田和晉江一帶。從寧化入饒多定居饒北山區，為客家人，其祖先多在唐朝安史之亂或唐末藩鎮割據兩個時期入閩，計有河東、豫等地的王、羅、劉、張、邱等姓漢人，他們入閩多定居寧化一帶。

## 清朝饒平渡台宗族
清朝饒平縣弦歌都“上饒堡”、“中饒堡”以北的地區，現為使用客家話族群。弦歌都“下饒堡”、“東洋堡”、南部近海的宣化都、信寧都和隆眼城都 現為使用潮州話族群。 
潮州話使用地區，亦存在汀州、大埔、平和、詔安等地客語區來源之宗族；饒平客家話使用地區，亦存在潮、漳、泉州等地閩語區來源。
- 弦 歌 都“上 饒 堡”: 林、陳、劉、張、黃、邱、李、詹、楊、蔡、許、鄧、賴、朱、盧、郭、蕭、周、袁、熊 共20姓。

- 弦 歌 都“中 饒 堡”: 林、陳、劉、張、黃、羅、邱、詹、吳、鄭、賴、謝、沈、藍、王、趙、施 共17姓。

- 弦 歌 都“下 饒 堡”: 林、陳、張、黃、詹、曾 共6姓。

- 弦 歌 都“東 洋 堡”: 林、陳、劉、黃、邱、楊、曾、許、鄧、朱、呂、巫、洪、沈、嚴、胡、涂、巫許 共17姓。

- 宣 化 都: 林、劉、黃、李、吳、曾、周 共7姓。

- 信 寧 都: 林、陳、張、徐 共4姓。

- 隆眼城都: 林、夏 共2姓。

## 清朝行政区划
清代饶平县有城池4座：饶平县城，大埕所城，黄冈镇城，南澳城。
行政单位以 县--乡--都--堡（栅）--村  从大到小，为分级。
- 光德乡元歌都

上饶堡（包括今天的上饶镇，饶洋镇）。
中饶堡（新丰镇以及官田，马冈等村落）。
下饶堡（三饶镇，新塘镇，潮安凤凰镇及汤溪镇部分），清代饶平县城位于下饶堡。
东洋堡（建饶镇，东山镇，汤溪镇，浮山镇，浮滨镇，新圩镇，渔村等村落）。
- 太平乡信宁都

陈塘堡（包括今天的高堂镇，钱东镇及樟溪镇）。
井洲堡（包括今天的汫洲镇及海山镇）。
南澳城属信宁都。
- 太平乡宣化都

黄冈堡（今新圩镇部分，联饶镇，黄冈镇），黄冈镇城位于此。
大港栅（包括今所称大港村及周边村落，南山村，北山村，港口村，先甲村，砌窑村，上寨村，西寨村，东山村）。
高埕栅（今所城镇包括大城所及周边村落，高埕，身前等）。
大埕栅（今大埕镇区及周边村落）。
柘林栅（今柘林镇）。
- 怀德乡龙眼城都

龙眼城堡（在今澄海莲华镇，东浦村，西浦村，三洲村，白沙浦，新輋村，南塘村，西溪村，小马头等）。
长岐堡（今澄海隆都镇大部）。
南溪堡（今澄海隆都镇东部，包括南溪村，下溪村，樟山村，川边村，石头村，坂尾村）。

## 行政区划
饶平县现辖21个行政建制镇，1个国有林场。县政府驻黄冈镇。
黄冈镇、上饶镇、饶洋镇、新丰镇、建饶镇、三饶镇、新塘镇、汤溪镇、浮滨镇、浮山镇、东山镇、新圩镇、樟溪镇、钱东镇、高堂镇、联饶镇、所城镇、大埕镇、柘林镇、汫洲镇、海山镇和韩江林场。 
| 饶平政区 |              | 鎮/林场  | 下轄區域              | 面積（km²） | 邮政编码 |    |
| --- | ------------ | -------- | --------------------- | ----------- | -------- | -- |
| 黄冈镇 钱东镇 汫洲镇 海山镇 所城镇 柘林镇 大埕镇 高堂镇 联饶镇 樟溪镇 浮山镇 浮滨镇 新圩镇 汤溪镇 东山镇 新塘镇 三饶镇 建饶镇 韩江林场 新丰镇 饶洋镇 上饶镇 | 鎮           | 鎮       | 鎮                    | 鎮          | 鎮       | 鎮 |
| 黄冈镇 钱东镇 汫洲镇 海山镇 所城镇 柘林镇 大埕镇 高堂镇 联饶镇 樟溪镇 浮山镇 浮滨镇 新圩镇 汤溪镇 东山镇 新塘镇 三饶镇 建饶镇 韩江林场 新丰镇 饶洋镇 上饶镇 |              | 黄冈镇   | 12社区22行政村1村级场 | 96.6        | 515700   |    |
| 黄冈镇 钱东镇 汫洲镇 海山镇 所城镇 柘林镇 大埕镇 高堂镇 联饶镇 樟溪镇 浮山镇 浮滨镇 新圩镇 汤溪镇 东山镇 新塘镇 三饶镇 建饶镇 韩江林场 新丰镇 饶洋镇 上饶镇 |              | 上饶镇   | 2社区22行政村         | 101.3       | 515738   |    |
| 黄冈镇 钱东镇 汫洲镇 海山镇 所城镇 柘林镇 大埕镇 高堂镇 联饶镇 樟溪镇 浮山镇 浮滨镇 新圩镇 汤溪镇 东山镇 新塘镇 三饶镇 建饶镇 韩江林场 新丰镇 饶洋镇 上饶镇 |              | 饶洋镇   | 1社区25行政村         | 87.7        | 515737   |    |
| 黄冈镇 钱东镇 汫洲镇 海山镇 所城镇 柘林镇 大埕镇 高堂镇 联饶镇 樟溪镇 浮山镇 浮滨镇 新圩镇 汤溪镇 东山镇 新塘镇 三饶镇 建饶镇 韩江林场 新丰镇 饶洋镇 上饶镇 |              | 新丰镇   | 3社区14行政村2村级场  | 117         | 515736   |    |
| 黄冈镇 钱东镇 汫洲镇 海山镇 所城镇 柘林镇 大埕镇 高堂镇 联饶镇 樟溪镇 浮山镇 浮滨镇 新圩镇 汤溪镇 东山镇 新塘镇 三饶镇 建饶镇 韩江林场 新丰镇 饶洋镇 上饶镇 |              | 建饶镇   | 15行政村              | 73.2        | 515739   |    |
| 黄冈镇 钱东镇 汫洲镇 海山镇 所城镇 柘林镇 大埕镇 高堂镇 联饶镇 樟溪镇 浮山镇 浮滨镇 新圩镇 汤溪镇 东山镇 新塘镇 三饶镇 建饶镇 韩江林场 新丰镇 饶洋镇 上饶镇 |              | 三饶镇   | 1社区18行政村         | 88          | 515735   |    |
| 黄冈镇 钱东镇 汫洲镇 海山镇 所城镇 柘林镇 大埕镇 高堂镇 联饶镇 樟溪镇 浮山镇 浮滨镇 新圩镇 汤溪镇 东山镇 新塘镇 三饶镇 建饶镇 韩江林场 新丰镇 饶洋镇 上饶镇 |              | 新塘镇   | 14行政村              | 80          | 515734   |    |
| 黄冈镇 钱东镇 汫洲镇 海山镇 所城镇 柘林镇 大埕镇 高堂镇 联饶镇 樟溪镇 浮山镇 浮滨镇 新圩镇 汤溪镇 东山镇 新塘镇 三饶镇 建饶镇 韩江林场 新丰镇 饶洋镇 上饶镇 |              | 汤溪镇   | 13行政村              | 75          | 515733   |    |
| 黄冈镇 钱东镇 汫洲镇 海山镇 所城镇 柘林镇 大埕镇 高堂镇 联饶镇 樟溪镇 浮山镇 浮滨镇 新圩镇 汤溪镇 东山镇 新塘镇 三饶镇 建饶镇 韩江林场 新丰镇 饶洋镇 上饶镇 |              | 浮滨镇   | 32行政村              | 154         | 515732   |    |
| 黄冈镇 钱东镇 汫洲镇 海山镇 所城镇 柘林镇 大埕镇 高堂镇 联饶镇 樟溪镇 浮山镇 浮滨镇 新圩镇 汤溪镇 东山镇 新塘镇 三饶镇 建饶镇 韩江林场 新丰镇 饶洋镇 上饶镇 |              | 浮山镇   | 1社区18行政村         | 71.2        | 515742   |    |
| 黄冈镇 钱东镇 汫洲镇 海山镇 所城镇 柘林镇 大埕镇 高堂镇 联饶镇 樟溪镇 浮山镇 浮滨镇 新圩镇 汤溪镇 东山镇 新塘镇 三饶镇 建饶镇 韩江林场 新丰镇 饶洋镇 上饶镇 |              | 东山镇   | 10行政村              | 74.5        | 515741   |    |
| 黄冈镇 钱东镇 汫洲镇 海山镇 所城镇 柘林镇 大埕镇 高堂镇 联饶镇 樟溪镇 浮山镇 浮滨镇 新圩镇 汤溪镇 东山镇 新塘镇 三饶镇 建饶镇 韩江林场 新丰镇 饶洋镇 上饶镇 |              | 新圩镇   | 30行政村              | 92.4        | 515744   |    |
| 黄冈镇 钱东镇 汫洲镇 海山镇 所城镇 柘林镇 大埕镇 高堂镇 联饶镇 樟溪镇 浮山镇 浮滨镇 新圩镇 汤溪镇 东山镇 新塘镇 三饶镇 建饶镇 韩江林场 新丰镇 饶洋镇 上饶镇 |              | 樟溪镇   | 21行政村1村级场       | 108.17      | 515729   |    |
| 黄冈镇 钱东镇 汫洲镇 海山镇 所城镇 柘林镇 大埕镇 高堂镇 联饶镇 樟溪镇 浮山镇 浮滨镇 新圩镇 汤溪镇 东山镇 新塘镇 三饶镇 建饶镇 韩江林场 新丰镇 饶洋镇 上饶镇 |              | 钱东镇   | 3社区25行政村2村级场  | 126.45      | 515726   |    |
| 黄冈镇 钱东镇 汫洲镇 海山镇 所城镇 柘林镇 大埕镇 高堂镇 联饶镇 樟溪镇 浮山镇 浮滨镇 新圩镇 汤溪镇 东山镇 新塘镇 三饶镇 建饶镇 韩江林场 新丰镇 饶洋镇 上饶镇 |              | 高堂镇   | 12行政村1村级场       | 26.5        | 515727   |    |
| 黄冈镇 钱东镇 汫洲镇 海山镇 所城镇 柘林镇 大埕镇 高堂镇 联饶镇 樟溪镇 浮山镇 浮滨镇 新圩镇 汤溪镇 东山镇 新塘镇 三饶镇 建饶镇 韩江林场 新丰镇 饶洋镇 上饶镇 |              | 联饶镇   | 1社区24行政村         | 86          | 515745   |    |
| 黄冈镇 钱东镇 汫洲镇 海山镇 所城镇 柘林镇 大埕镇 高堂镇 联饶镇 樟溪镇 浮山镇 浮滨镇 新圩镇 汤溪镇 东山镇 新塘镇 三饶镇 建饶镇 韩江林场 新丰镇 饶洋镇 上饶镇 |              | 所城镇   | 1社区11行政村         | 50.9        | 515721   |    |
| 黄冈镇 钱东镇 汫洲镇 海山镇 所城镇 柘林镇 大埕镇 高堂镇 联饶镇 樟溪镇 浮山镇 浮滨镇 新圩镇 汤溪镇 东山镇 新塘镇 三饶镇 建饶镇 韩江林场 新丰镇 饶洋镇 上饶镇 |              | 大埕镇   | 7行政村               | 31.95       | 515722   |    |
| 黄冈镇 钱东镇 汫洲镇 海山镇 所城镇 柘林镇 大埕镇 高堂镇 联饶镇 樟溪镇 浮山镇 浮滨镇 新圩镇 汤溪镇 东山镇 新塘镇 三饶镇 建饶镇 韩江林场 新丰镇 饶洋镇 上饶镇 |              | 柘林镇   | 3社区4行政村          | 12.3        | 515723   |    |
| 黄冈镇 钱东镇 汫洲镇 海山镇 所城镇 柘林镇 大埕镇 高堂镇 联饶镇 樟溪镇 浮山镇 浮滨镇 新圩镇 汤溪镇 东山镇 新塘镇 三饶镇 建饶镇 韩江林场 新丰镇 饶洋镇 上饶镇 |              | 汫洲镇   | 8社区5行政村5村级场   | 42.6        | 515725   |    |
| 黄冈镇 钱东镇 汫洲镇 海山镇 所城镇 柘林镇 大埕镇 高堂镇 联饶镇 樟溪镇 浮山镇 浮滨镇 新圩镇 汤溪镇 东山镇 新塘镇 三饶镇 建饶镇 韩江林场 新丰镇 饶洋镇 上饶镇 |              | 海山镇   | 5社区12行政村         | 49.6        | 515724   |    |
| 黄冈镇 钱东镇 汫洲镇 海山镇 所城镇 柘林镇 大埕镇 高堂镇 联饶镇 樟溪镇 浮山镇 浮滨镇 新圩镇 汤溪镇 东山镇 新塘镇 三饶镇 建饶镇 韩江林场 新丰镇 饶洋镇 上饶镇 | 类似乡级单位 |          |                       |             |          |    |
| 黄冈镇 钱东镇 汫洲镇 海山镇 所城镇 柘林镇 大埕镇 高堂镇 联饶镇 樟溪镇 浮山镇 浮滨镇 新圩镇 汤溪镇 东山镇 新塘镇 三饶镇 建饶镇 韩江林场 新丰镇 饶洋镇 上饶镇 |              | 韩江林场 |                       | 68          |          |    |

## 交通

### 公路

饶平县交通基本概况图，图中绿线代表高速公路、黑线代表铁路、紫红线和橙线代表公路（包括国道、省道和县道）。虚线为在建公路。

- 沈海高速汕汾高速公路（沈海高速广东汕头——汾水关段）从县境南部联饶镇、黄冈镇、高堂镇、钱东镇经过，全长24.96公里，饶平境内设置黄冈互通和钱东互通。
- 甬莞高速（又称宁莞高速）潮漳高速公路（宁莞高速广东潮州——福建漳州段）自东向西依次经过县境东山镇、浮山镇、浮滨镇、樟溪镇，在东山镇境内设有粤闽饶平主线收费站和东山收费站，在浮山镇境内设有浮山收费站，在樟溪镇境内设有樟溪服务区。
- 大潮高速，即大埔至潮州港高速公路，于2020年12月28日正式通车，线路是潮州市境内唯一南北走向的高速公路，途径县内新丰镇、三饶镇、汤溪镇、浮滨镇、樟溪镇、钱东镇，最后在钱东镇福仔金村与沈海高速相接。在樟溪镇境内设有樟溪服务区，设置樟溪互通、浮滨互通、三饶互通和新丰互通。未来计划从黄冈镇东沿海岸线南延至潮州港。
- 324国道（又称汕汾公路）从东部诏安县汾水关进入县境，全长25.3公里。经过黄冈镇、钱东镇，向西南在九溪桥出饶平界，进入澄海区盐鸿镇。1996-2004年实施改线工程，新建一条东起黄冈镇碧春村，向南经过东风埭、林厝埭、青山埭至钱东镇灰寨塔护村接原国道的公路，使 324国道绕过县城。而原线则编入县级公路网（即 087县道）。道路在2015-2017进行大修，全线改为双向六车道一级公路，采用沥青路面，并沿途设置5个交通信号灯路口，改善了路段通行条件和秩序。
- 228国道是《国家公路网规划(2013年-2030年)》中出现的一条新国道，大部分线路为新建路段，广东省内段为计划中的广东沿海公路。由于广东沿海公路饶平段现未修建，因此目前G228线饶平段暂并线 324国道。
- 355国道（饶平境内又称柏丰公路），饶平段起自北部上饶镇与福建省平和县交界的柏嵩关，经过上饶镇、饶洋镇、新丰镇、三饶镇、新塘镇，于新塘镇外宫村进入潮安区境内。线路走向为原 334省道饶平段。
- 222省道蓝(坊)海(山)公路。从北部韩江林场进入县境，向南经三饶镇（三饶城区段部分与 355国道共线）、汤溪镇、浮滨镇、浮山镇、新圩镇、联饶镇、黄冈镇、汫洲镇、海山镇，终于海山镇隆西居委会。饶平境内长度为85.5公里，是连接饶平南北的重要通道。道路在2014-2015年大修，从浮山镇荔林村至黄冈镇上林村约23公里的路段改造成双向4车道的二级公路，方便了饶平南北交通。
- 221省道湖上公路。饶平段在上善镇接 355国道，往西北进入大埔县。
- 334省道柏丰公路。起自北部上饶镇与福建省平和县交界的柏嵩关，经过上饶镇、饶洋镇、新丰镇、三饶镇、新塘镇。于新塘镇外宫村进入潮安区境内。2011年对上饶镇区段进行改线，2013年完工，与G324改线类同，该工程使S334线绕开上饶镇城区。现为 355国道饶平段。
- 501省道浮(滨)汫(洲)公路。是《广东省普通省道网规划（2016年-2030年）》中规划的新省道。线路起自浮滨社区，接 222省道和 232省道。往南沿原 084县道进入樟溪镇后在烈火村往东，经过金厝岭、下广村、上广村进入高堂镇，在 083县道疏站北路黄冈河大桥处往南过高堂大道后进入上浮山，再往西南借由原 087县道钱东城区段，在灰寨转向东南沿原 085县道进入汫洲镇，终于三百门港与 222省道再度相交。
- 502省道大(埕)铁(铺)公路。是《广东省普通省道网规划（2016年-2030年）》中规划的新省道。线路起点位于闽粤界铁炉港，接诏安 553县道。线路初段借用原 081县道线位，经过所城镇、大埕镇，进入黄冈镇碧岗村与 324国道相接，之后向西过碧春村环形路口后继续向西借用原 087县道线位（即黄冈大道），至钱东上浮山环岛后折向西北借用原 086县道线位向西进入湘桥区境内。2020年起，钱东段从施厝路口至海龙酒家路段进行大修。
- 503省道钱(东)龙(湖)公路。是《广东省普通省道网规划（2016年-2030年）》中规划的新省道。饶平段走向尚不明确。
- 504省道枫(溪)海(山)公路。是《广东省普通省道网规划（2016年-2030年）》中规划的新省道。饶平段线路自义丰溪口进入，经高沙湾大堤进入海山镇浮任村，后往南经过山下、渡头、陈厝、余厝，于美宅村与 222省道汇合。
- 333省道建(饶)赤(光)公路。是《广东省普通省道网规划（2016年-2030年）》中规划的新省道。饶平段走向为原 001县道，起为建饶镇闽粤界，往西经过新丰镇区后往西北过九村进入大埔县境内。
- 232省道东(山)金(平)公路。是《广东省普通省道网规划（2016年-2030年）》中规划的新省道。饶平段走向为原 079县道和{中国县道名|084}}部分路段。线路东起东山镇东明村，往东南过浮山镇、浮滨镇，进入潮州市湘桥区。
- 081县道碧铁公路。起点位于饶平县黄冈镇碧岗村接 324国道，过仙春村约1.5公里后与进港大道共线约2.8公里，在所城镇北山村脱离进港公路转向东南，经过所城镇、大埕镇，在闽粤界铁炉港与诏安 553县道相接。现为 502省道的组成部分。
- 086县道铁汫公路。1996年建设，是饶平县城连接潮州市区的重要通道。起点位于汫洲镇潮州港区，与 222省道交汇后继续往西北延伸，经过汫洲镇、钱东镇后向西出饶平界，在湘桥区铁铺镇与 335省道相接。该公路原本计划是为了连接潮州市区与位于汫洲小红山的潮州港，作为疏港通道，但由于潮州港工程尚未完工，XO86未能实现预期的疏港货运功能，但其仍在发挥着重要的交通作用。道路于2013-2015年大修。
- 084县道钱坪公路。是连接钱东与浮滨的重要公路。起于钱东镇区与 324国道相接，向北穿过樟溪镇，于浮滨镇区与 222省道交汇后转向西南，经过坪溪后在饶平界与潮安 074县道相连。
- 087县道白塔公路。即原 324国道饶平段的一部分，全长16.22公里，1996年建设新国道后，原线就改为 087县道。起自黄冈镇碧春村，终于钱东镇灰寨塔护村。
- 潮州港进港大道。2011年建设。起于黄冈碧岗村接 324国道相接，向南经过所城镇，终于柘林镇潮州港开发区。公路全段按照高速公路标准建设，是一条“准高速公路”。
- 饶平站进站大道。2013年建设。起于钱东紫云村接 086县道，向北经过高堂镇，终于饶平站站前广场。公路全长3.63公里，拥有双向4车道和水泥混凝土路面，是目前进入饶平火车站唯一的公路。

其它公路还有 001县道、 079县道、 080县道、 082县道、 083县道、 085县道等公路。

### 铁路
厦深铁路（杭福深客运专线厦深段）从东部诏安县入县境，经过联饶镇、高堂镇、钱东镇，向南入潮安区。于高堂镇设饶平站，是饶平第一个火车站。

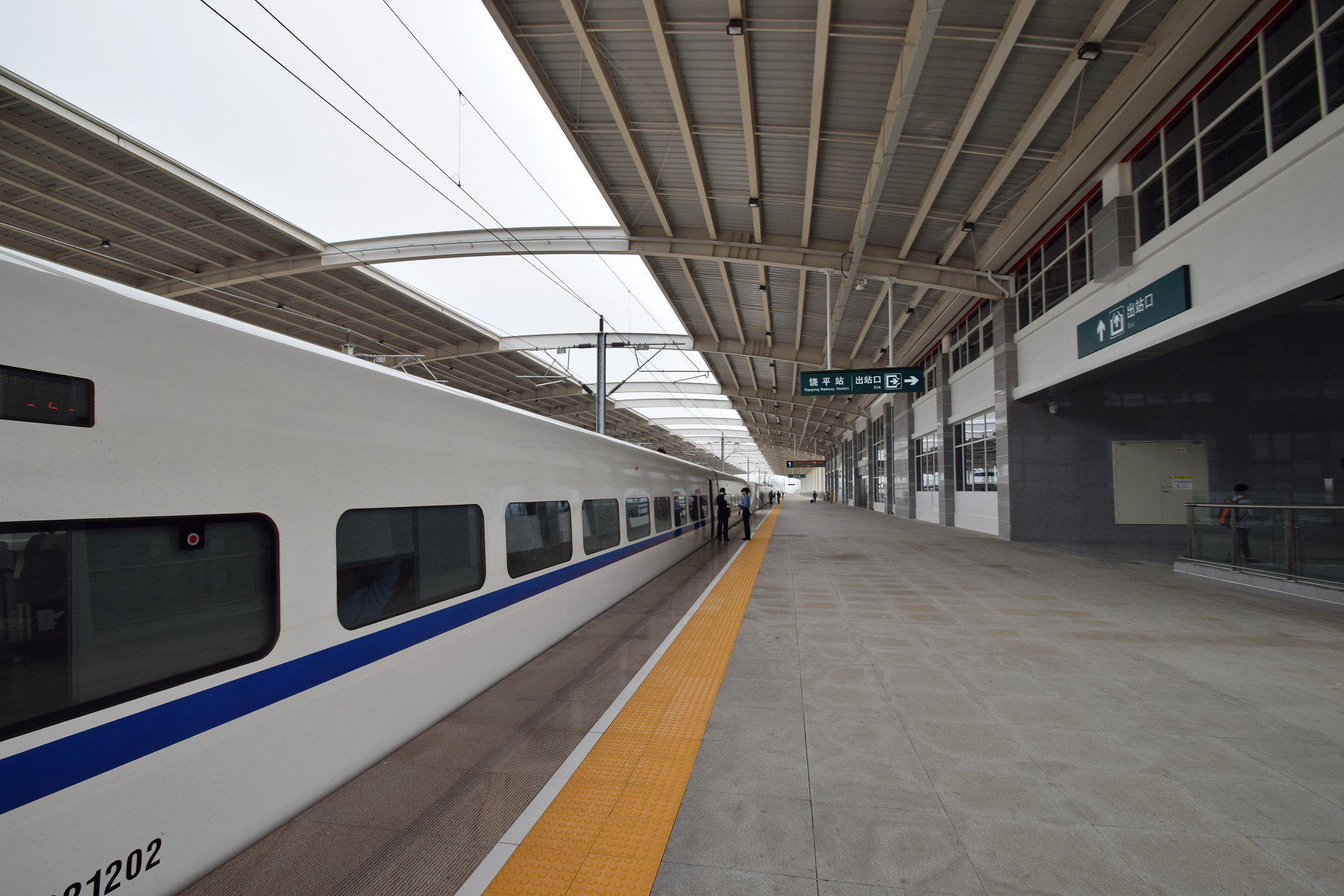
厦深铁路饶平站

未来计划建设潮州港疏港铁路。沿海高铁汕漳段亦将经过饶平，并在饶平县城南设饶平南站。

### 水运
潮州港是饶平县乃至潮州市最大的港口，分为三部分，即海山镇三百门码头，汫洲镇红山码头，柘林镇亚太码头。
亚太码头位于柘林镇旗头，由亚太集团运营，是最先投产的码头，目前主要进行煤炭运输。红山码头是潮州港的主要码头，货运化工程于2018年开工，2020年竣工投入运营。三百门码头大部分用途是民用渔港，但也承担仓储工作。
此外，饶平南部沿海各镇有广泛的渔业，有许多渔港，分布在汫洲镇，黄冈镇大澳村、碧洲村，柘林镇，大埕镇，海山镇等地。

## 文化

### 方言
饶平县的大部分地区通行潮州话，不过各地口音有一定差别，县城与其他乡镇的口音就有较大差别。新丰镇溁溪村以北的地区通行饶平客家话。
全县通行两类不同的方言，中部、南部包括黄冈、钱东、海山、柘林、高堂、联饶、东山、浮山、浮滨、新圩、樟溪、新塘、三饶等镇均说潮汕话，约占全县人口的80%；北部的上善、上饶、饶洋、九村、建饶等镇以及新丰镇的大部分乡村、韩江林场的食饭溪村、渔村等地，和东山、新圩的一些村庄一般说饶平客家话及潮州话，使用人口约19万，约占全县人口的19%。

### 美食[5]
黄冈糕仔
糕仔的原材料一般以脱皮绿豆为主，同时加入糯米、白糖和脱皮白芝麻。制作分为蒸晒豆、碾粉、熬糖、搓粉、压制成型和晾晒等步骤。制作糕仔的模具小巧玲珑，传统的是铜印模具，有两个印耳，印上刻有“福”或“囍”字，或一些花朵之类的吉祥图案。糕仔是饶平人过中秋时必备的一种贡品，意在祈求安康。
黄冈宝斗饼
饶平县城黄冈镇生产一种饼食叫宝斗饼，是全国独一无二的一个饼种，八角四方，俗称“斗仔”，因饼好吃，故名“宝斗”。宝斗饼是广东潮州饶平特产，是最具特色的潮州小吃之一。它色泽鲜艳口感松柔甜滋香醇，深受海内外乡亲的青睐。
饶平海石花
海石花是饶平有名的特色小吃，有着悠久的历史，在饶平民间流传着一句话：“自有黄冈埔便有海石花”，由此可见其由来已久。名字带“花”字，却是一种海藻类植物，生长在岩礁上，因为富含胶质，洗净后煮熟再冷却凝固形成果冻状。
咸牛奶
咸牛奶是饶平县浮滨镇大新溪村百年传统特色的绿色健康食品，以独特的香味和开胃消食、去腻滋补等功效深受大众喜爱。自清朝乾隆年间，大新溪人就开创了咸牛奶的制作工艺，延续至今。
客家红糟肉
红糟肉亦称糟母肉。系以糯米、红曲加上糖，盐发酵成糟母(红糟)，再将鸡、鸭等肉类放入其中腌制而成，兼具酒香及肉香，且有滋补之效。饶洋镇的红糟肉有着悠久的历史，可以说自有饶洋镇便有红糟肉的存在。
客家米粉
米粉在饶平饶洋镇有着悠久的历史，早在三百年前，饶平人民就用自己的智慧，以大米为原料，经磨浆、脱水、臼夯、水蒸、切丝、晾晒、成形等近10道工序，制造出一种俗称“米粉”的大米制品，这种“米粉”因经千锤百炼，细腻晶莹，不仅可蒸、可煮、可炒、可炸，还可配以不同汤料或佐料，调制出适合各地的风味，令人百食不厌。
黄栀豆干
黄豆干一度是大山深处不为人知的民间食品，几乎在每家每户的餐桌上，都有这种豆干。饶洋黄豆干选粒是来自西岩山上未曾施肥的黄豆，用当地特有的黄石碴矿泉水浸泡后，用石磨进行研磨，然后进行烫浆滤渣、酸浆点制、包块成形、火煮染色、上串吊挂等工序，最后形成小镇上独特的一食品——饶洋黄豆干。
客家麦芽糖
饶洋建镇之始，麦芽糖的制作就已经开始，至今已有几百年的历史。麦芽糖还有抗龋齿性，低聚异麦芽糖中潘糖(Panose)对阻碍齿垢形成的效果极为明显，麦芽糖的制作和销售具有可持续发展的大好前景。
鱼饭
鱼饭，其实就是冻鱼，是一道特有的潮汕特产美食，在港澳地区和广州、深圳一带又叫“潮州打冷”。在古往今来的潮汕饮食文化中，渔民和大海支撑了文化的承续，因此鱼在潮汕人的生活中有着特殊而且奇妙的地位，“以鱼当饭”，鱼上升到了米在人们心中同等重要的地位。
鼠壳粿
鼠壳草有祛痰止咳的功效，主治咳嗽痰多、气喘等症，还可作为原料，制成各种小食。顾名思义，鼠壳粿是采用鼠壳草作为其中的一种材料加工制作而成。鼠壳粿也称茨売棵，广东饶平地区的汉族传统小食之一,潮汕民间年节祭祖一般都会有鼠壳粿。
马岗如意大饼
马岗如意大饼源于清朝中期，从饶城源合饼店学习授传而来，经历五代人传承，发展成为地方知名美食大饼。其制作工艺十分繁杂，用料也非常讲究，其最大的特点就是有“皮中皮，馅中馅”，大饼外脆内嫩，色味惧佳。
三饶饺
三饶饺历史悠久，起源于云舌与水饺两种点心，通过当地厨师的改良而成。三饶饺名闻遐迩，最有代表性当属于百年老店东门饺，以皮薄、肉馅精、汤水鲜甜、味道美丽而备受人们赞赏。近年来，周边省市及香港等地有关媒体单位专程来该店采访报道，使其声名大振，食客满门。
汤溪鱼头汤
汤溪鳙鱼头美食历史悠久。民间珍藏的制作鱼头汤秘方和传承的方法，有别于其他地方，鱼头食材取自汤溪水库里鲜活的大鳙鱼，其肉质细嫩肥美，口感鲜甜嫩滑。喝一碗热乎乎的鱼汤，倾听关于汤溪水库的故事，是一种美妙的体验。
绿岛窑鸡
绿岛窑鸡主要是以优良的质量，独特的风味而成为绿岛特色菜之一。选材须是肉质优良的饶平本地鸡，用耐火纸和牛皮纸包捆，用石垒成石窑，经传统的打窑形式，以适温的石窑和准确的时间密封焖烤完成。窑鸡在保持传统窑鸡的基础上，集卤、烧烤风味于一体，成为富有绿岛特色窑鸡。
鼎翻
端午节大城所食鼎翻，是当地民间历史悠久的传统习俗，“鼎翻”更是所城镇所城社区独特的民间传统美食，原先周边乡里没有这个习俗，因而具有独特性、稀缺性、又有广泛性，它作为大城所特色美食文化，应该得到保护、传承和发展。
樟溪朥饼
樟溪饼食包括豆朥饼、咸酥饼、大面鹿等特色小食，尤其豆朥饼最为突出。樟溪老墟地处樟溪驿，古驿道贯穿中兴街而过，自古以来，老墟百业兴旺，樟溪饼食也成为老墟中的特色美食。历经近百年，樟溪饼食带着乡土气息，飘香至今，仍然是人们青睐的特色食品。
浮山柿饼
浮山柿饼老字号是“源裕隆”“正大”，二十世纪三十年代出口远销东南亚一带，已经有二百多年的历史。浮山柿饼的制作过程，是柿农经过长期实践及积累的经验。目前，浮山镇已有四十多家进行柿饼的制作加工，其中包括汉塘村、坪洋村、荔林村，后来又建起坪洋柿饼加工区，形成柿饼一条街，由分散经营转为集中经营。
浮山薄饼
浮山镇的浮山薄饼，至今已有百上年的历史，由于入口有“嚼”劲而又不脆，少油腻，甜度适中。现在圩埠中还有“金记”等4家饼铺，仍然印记着充满老墟韵味的特色饮食文化。特别是薄饼上贴着的艾叶，成为薄饼的独特招牌。
饶平白斩鹅
饶平白斩鹅是将鹅表面的细毛拔除，再把内部洗净，然后放入锅中、加入水及料酒，需淹过鹅肉，用大火煮滚后转小火，加盖焖约1小时后，将鹅肉取出，分斩成盘，配以酱料食用。
浮山手擀面
浮山手擀面的制作技艺是将淡盐水冲入面粉中，用筷子搅成面絮，然后用手将面絮揉成光滑的面团，盖上一块湿布，15分钟后，面团再反复揉搓一遍，案板上撒上干面粉，将面团压扁后往四周擀开，压扁的面团擀成很薄的薄片，用刀切成均匀的面条，在切好的面条上撒上点干面粉，用手抖开即可。
高堂焖
高堂焖的主要原材料是萝卜丝、花肉、腐乳、大蒜、香茹、蚝、猪油，做法与菜饭相似，食材爆炒后与饭同煮，搅拌均匀即可食用。
肖米
肖米是饶平的传统特色小吃，在过去常被作为配桌点心。饶平的肖米起源于北方的“烧卖”，但与烧卖并非完全相同。沿袭烧卖的外形，主要的馅料为萝卜（街上出卖的主要原料是豆干构成）、瘦肉，并在开口处放置一形状为方型的卤肉。吃的时候配以陈醋，味道十分鲜美可口。
粿汁
粿汁是饶平的传统特色小吃，以粿汁皮为主料，添加卤汤、豆干、菜脯粒等配料。近年来配料花样百出，别有一番风味。

### 传统技艺
大屏灯
三饶镇独特的民间艺术品大屏灯，至今已有400多年的历史。大屏灯是花灯的一种，传统的大屏灯，丈八宽，丈二高，三尺深，多反映戏剧情景故事。大屏灯，因灯大又细腻闻名，燃亮时，需要同时点燃两百多盏豆油灯，场面十分壮观而精美。
嵌瓷工艺
嵌瓷工艺历史悠久，早在明代万历年间就已经在民间使用，嵌瓷是以潮汕风格为主，兼带闽南特色的民间建筑装饰工艺，是潮汕地区建筑工艺的重要组成部分。
灰搪工艺
灰搪，是嵌瓷的鼻祖，又名纸灰。纸灰工艺是在建筑物的平面彩色壁画发展而来，祖辈为了把平面图案变为更具有立体感和更具有艺术渲染力，经长期摸索实践用特殊工艺将贝灰，稻草，纸条按比例混合搥炼成泥团，再根据创作题材需要进行造型，雕塑，并按不同部位的着色要求进行着色彩绘，最后完成作品。经精工制作的艺术品生动逼真，经久难毁，具有很高的艺术欣赏价值和收藏价值。
木雕工艺
饶平木雕以坚韧度适中樟木为主材，雕刻技法有沉（凹）雕、浮（凸）雕、圆（立体）雕、通雕（多层）和锯通雕（单层）五种，其中通雕吸取了浮雕、圆雕等技法而融会成玲珑剔透的技法。在雕刻技法上则依据不同的题材、不同的装饰，把浮雕、通雕、线刻或单独或综合地灵活运用，以表现不同的形式美。每件作品都向人们娓娓讲述其雕法的多样，创作的甘辛，还有鲜有人知的技术细节和个人传奇。
饶平布马舞
饶平布马舞又称为“竹马舞”，有着700年的历史。饶平人表演布马舞是为了表达实现辟邪除灾、迎祥纳福的良好愿望。目前在黄冈镇区域内各村、各社区都有布马舞表演爱好者，基本形成了以青年为骨干，带动老年、少儿的布马舞活动模式，并相继成立了饶平县布马舞保护基地、少儿布马舞培训班，定期、定时进行交流演出活动，组织布马舞爱好者进行排练，老艺人进行传承授课辅导。
彩青习俗
流传于饶平县三饶镇等地的“彩青”习俗，又名“丁桌”，距今已有近700年历史。饶平“彩青艺术”是将五谷、面粉、枣类、禽肉、家畜制作成各式造型的桌盘、桌碗，在正月里摆到户外，供乡里乡亲欣赏，祈求风调雨顺、五谷丰登的美好愿望。
潮剧大戏
潮剧大戏又名潮州戏，潮音戏。明中叶已形成，嘉靖年间已有剧本流传，保留了很多唐宋以来的古乐曲和明代弋阳腔的唱法。在发展过程中，又不断吸收大锣鼓音乐，庙堂音乐和民歌，歌舞。唱腔、表演丰富多采。近百年来，深受各阶层群众所喜爱。
竹编艺术
饶平县东山镇东明村地处闽粤交界，拥有山地面积9000多亩，地处亚热带，雨水充沛，光照充足，对于花竹生长和竹器加工产业的发展有着得天独厚的地理条件。东明村素有“竹编之乡”美称，该村生产的竹编产品有竹盘、竹篮、竹筐、竹扇，还有工艺饰品等，制作精巧玲珑，质量上乘，竹编工艺在东明村有着上百年的历史，是该村的一大特色产业。

## 旅游
- 上饶镇“马坑镇福楼”

“马坑镇福楼”位于饶平县上饶镇马坑村，建于明永乐十一年（1413年）。坐西向东，呈椭圆形，占地总面积约9451平方米。三进围屋，前为平房，中为二层楼房，后为三层半楼房，中心处辟有内埕，楼内共有66开间，有各自楼梯直达二、三楼。水井1口，门前池塘1口，石构门楼、门额。门额阳刻“镇福楼”，石墙基，墙体均用黄泥土夯筑，灰瓦屋面。楼外墙辟有枪眼、炮眼、地下筑有阴沟、暗涵。该楼庞大、壮观，有较高的历史、艺术价值。
- 新丰镇“香泉寺”

位于新丰镇丰联村后桂山，据说始建于明朝，清嘉庆庚申年（1800年）重修，石门匾尚在。寺左曾有桂山书院，现已废，余一石门匾（已断缺）和一块古碑，为咸丰庚申年（1860年）立。
- 新丰镇“霖田庙”

“霖田庙”位于新丰镇丰联丁坑山，庙内祭祀的神灵为“三山国王”。庙内存一古碑，字迹模糊难辨，依稀可识“嘉庆六年岁次辛酉（1801年）”，系众信士捐资修庙之碑。
- 新塘镇“待诏摩崖石刻”

“待诏摩崖石刻”位于广东省潮州市饶平县新塘镇西石村村后田洋，有一巨石，裂成三瓣，分别朝向东、西、北三面。在朝东的一块巨石正面镌刻有“龙驱虎激此瓜分，半卷风沙半雾云，待诏山坚谁似汝，补天胆裂可怜君，障来乡寨当屏岫，削就方圆岂斧斤，不信人间无砥柱，中流辟立大将军”，款“道光乙亥年小岩林一铭”，行草字体。面积约12平方米，字大约10×15厘米。作者林一铭（1776-1843）系饶平县新塘镇西石村人，清二中进士，清道光年间任福建省平和县知县。一生知识渊博，著有《砚田轩诗钞》传世，其书法当年素有“全国第七，广东第一”及“一铭体”之说。现石刻保存较好，有较高的历史、艺术价值。待诏摩崖石刻于2014年2月7日被公布为县级文物保护单位。
- 三饶镇“道韵楼”

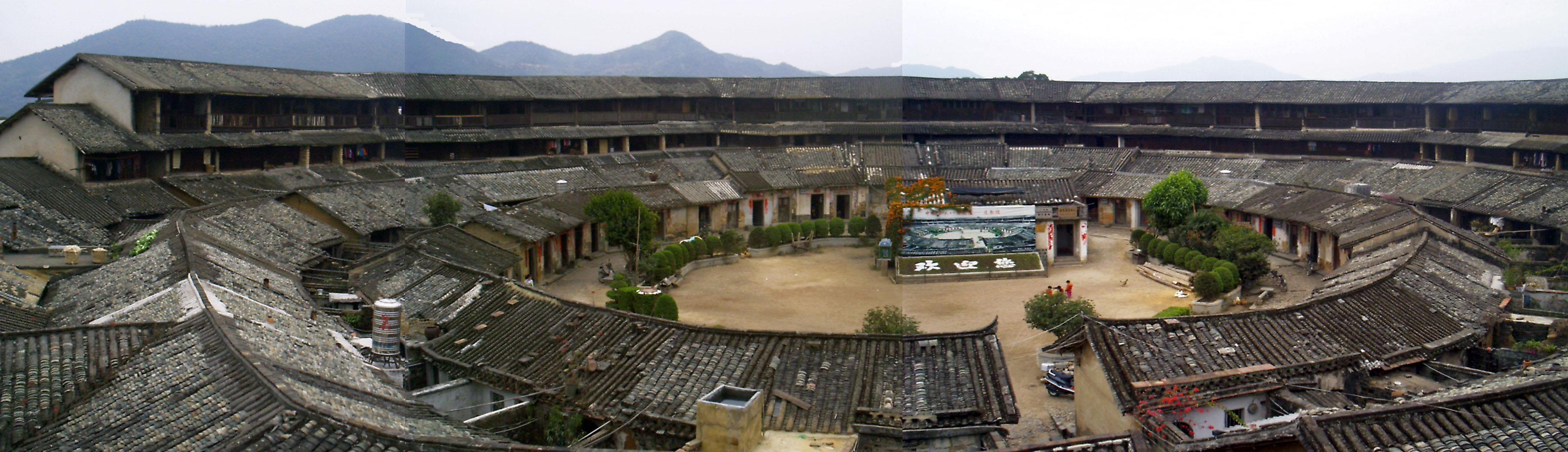
道韵楼全景

“道韵楼”位于饶平县三饶镇南联村，明万历十五年(1587年)建，是全国最大的八角形客家围楼。土楼鼎盛时可容纳600多客家人居住，现尚有100多人居住在土楼中。土楼墙厚1.6米、墙高超过11米。土楼的特色之处在于整个土楼处处与八卦相关，所有建筑的数目都是八的倍数，如水井32眼，天窗16个，房72间，梯112架。土楼中厅有左右两口水井，若八卦两仪。土楼具有八防的功能：防水、防火、防兽、防震、防贼、防旱等。土楼的瓦砖是经土布包好，再经火烧而制成，现尚可分辨出瓦棱上的布纹。土楼全部使用竹钉，历经多年，这些竹钉也无腐朽的迹象。据说在清朝顺治年间，土楼曾经被官府收编的土匪包围三个月而攻不破，土楼里的数百居民利用储粮和井水以供自己饮食，利用土楼上面的内沟灌水以守住外面官兵的火攻，因而逃过劫难。土楼前后有三层环形房屋相套，最外环有三层楼高。土楼历经数百年仍然十分坚固。在1918年的大地震中，附近的房屋大多倒塌，而土楼里只有几间房屋左右倾斜，反而支撑了整个土楼不倒。文革期间，该土楼曾受到部分拆除，这就是造成今天该土楼外围楼层高低不匀的原因。据居住在土楼的当地老人介绍，土楼修建成八卦形是机缘巧合，当初设计的是圆形的围楼，不料三建三倒，后来才建成全国少见的大型八卦形围楼。 
- 三饶镇“饶平城隍庙”

“饶平城隍庙”位于三饶镇中华路，是饶平最大的城隍庙。三饶城隍庙规模之大，可以用俗语“饶平城隍大过府”来形容。朱元璋为了加强神权的统治，各级官员赴任时都要向城隍宣誓就职。城隍庙规模不小于府县衙门。城隍庙宇之大、品级和某些建筑规格之高，都为潮汕地区古建筑所罕见的。
- 三饶镇“琴峰书院”

“琴峰书院”在饶平县三饶镇琴峰山东南麓，因其山形似琴台，故名。建于清乾隆元年门（1736年），座西北向东南，占地近2600多平方米，建筑面积约1200平方米。依山而筑，前低后高，前厅与两旁厢房是2层木结构楼房，连成凹字形。两廊上下各有厢房10间，为生员宿舍，中间是天井，从天井沿两侧石阶可拾级登上后厅讲堂。前厅楼上题名“雨化楼”，取“春风化雨”之意。院左侧建“义举词”，置曾于此任教的举人名牌；右侧建“先贤词”，塑立关云长、岳飞等神像。迨至清末废科举，琴峰书院改为饶平县立高等学堂。解放后改为三饶镇小学。1988年10月被列饶平县第二批重点文物保护单位。
- 三饶镇“饶平古县衙”

饶平县县衙（在今三饶镇），是保存比较完整（今经二年时间始修复）的县衙。该县衙独特的把大门顶简陋的谯楼（鼓楼）建成有城堞而宏伟壮观的城楼和门口设置石狮的县衙为别的县衙所无（衙后秀美小山之上筑望耕台也是其他县衙所少有）。故如从这一独有的特点上说，堪称是另一特色的“中华之最”和“天下第一县衙”，也是潮汕地区一处不可多得的胜迹。
- 汤溪镇“汤溪水库”

素有“千岛湖”之称的汤溪水库，位于黄冈河中下游，距县城38公里。水库于1959年建成，是一项以蓄水，灌溉、防洪、发电、养鱼、旅游观光的大型综合工程，水库集水面积667平方公里，蓄水量3亿立方左右，相当于3个十三陵水库的蓄水量，是潮汕地区最大的人工湖。拦河坝高180尺，72个山头变成岛屿棋布湖中。该湖群山环抱，峰峦叠翠，景色优美，风光宜人，交通方便，特别是特色美食“鱼头宴”更是让人流连忘返，是远近驰名的旅游胜地。
- 浮山镇“七圣夫人庙”

“七圣夫人庙”坐落于饶平浮山镇东宫大溪畔山之间。庙宇独具一格，厅堂敞开，俗称“阔嘴厅”。庙前筑拜亭，光明洞沏，五彩瓷嵌饰顶，金碧辉煌。厅堂之上悬挂“德配浩天”等三匾，其中“慈云普荫”匾是光绪甲申（1884年）虎门提督方耀所题，“佐我云梯”匾是光绪十三年（1887年）举人王玉龙所书。楹联云：“七道祥光照广宇；圣容慈蔼庇群黎。”中央神坛供七位夫人塑像。
- 浮濱鎮“张竞生博士公园”

“张竞生博士公园”座落于中国文化名人张竞生博士的故里——浮滨镇大榕铺旧寨园。张竞生博士（1888——1970）是民国初年中国三位名博士之一， 18岁就投身于辛亥革命，被孙中山先生委以南北议和秘书重任，后获得法国里昂大学哲学博士学位，受聘北京大学哲学系教授， 20世纪初就直接参与了近代中国首次公开推行的性教育活动，他先进的性学思想带来了中国性学的“第一次浪潮”，他主张减少人口总量，倡导“节制生育”，被誉为“中国第一性学家”和“中国计划生育首倡者”，是二十世纪20年代我国思想文化界的风云人物。张竞生博士公园由张竞生博士故居及主展馆构成，主要向世人展示张竞生博士的传奇人生，让人们懂得更多的性文化知识，促进社会和谐发展，现为广东省性文化教育基地。
- 浮濱鎮“坪溪观茶亭”

“坪溪观茶亭”隶属广东省饶平县浮滨镇，位于饶平县浮滨镇上社村在饶平县和湘橋區意溪镇交界处，这里是岭头单丛茶的故乡。坪溪离潮州市区约30公里，四周青山环绕，清澈见底的小溪从村庄间流过，溪边是成片的生态茶园，青翠欲滴，生机勃勃，古香古色，亭子正中是陆羽煮茶的塑像，两边是圆形连廊，可以让游客在这里360度观赏风景，万亩茶园景色尽收眼底。
- 新圩镇“长彬古庙”

“长彬古庙”位于饶平县新圩镇长彬村，俗称“陈吊王庙”，始建于明代初期，清道光十一年（1831）、清光绪九年（1883）、1941年及1989年先后重修，为众乡庙宇。坐北向南，二进带拜亭布局。面阔10米，进深15米，面积约150平方米。硬山顶灰瓦屋面，夯土抹灰墙，木瓜抬梁构架。有木雕、壁画和嵌瓷装饰，门额书匾“长彬古庙”。为纪念抗元民族英雄陈吊王，于明洪武年间，村民在长彬古庙荐祀陈吊王，故长彬古庙又称陈吊王庙。有一定的历史价值。1993年2月被饶平县人民政府公布为县级文物保护单位，公布名称为“陈吊王庙”。
- 新圩镇“大夫第”

“大夫第”位于饶平县新圩镇潘段村，始建于清光绪十七年（1891），2007年重修，为私家宅院。坐西向东，行偏门，内为“宇公宗祠”及从厝带后包构筑。总面阔42米，总进深38米，占地面积约1596㎡。硬山顶，灰瓦屋面，夯土抹灰墙。有壁画、木雕及嵌瓷装饰。偏门门额“大夫第”，宗祠门额为“宇公宗祠”。大夫第保存有清代壁画等遗存，是目前饶平保存较好，规模较大的大夫第，对于研究饶平的府第建筑布局有较高的历史价值。2018年1月,被饶平县人民政府公布为县级文物保护单位。
- 联饶镇“三王爷庙”

饶平县联饶镇黄岐山山麓有一座远近闻名的“三王爷庙”，该庙座北向南，庙后群峰绵延，层峦叠嶂，古木参天，水美溪从庙前潺潺而过，蜿蜒向南注入黄冈河。从南岭山北望，黄岐山形若展翅的凤凰，惟妙惟肖，“三王爷庙”正好座落于凤凰的头部。
- 联饶镇“余文英墓”

“余文英墓”余文英墓位于联饶镇镇区与县林科所相邻，这里山水环绕，绿树成荫，古墓座落有致，系县级文物保护单位。余氏祖先余英，字文英，号节翁，生于公元1257年四月二十二日，是太祖忠襄的第八嫡孙，先祖原居惠州。时当宋朝倾危，元兵兴起南下，余英带着他的侄子一路奔波辗转到潮州避难，住在严寨里开荒种田为生。余祖生善于经营，且为人热心慷慨，经常救济穷人，将许多田地分给穷苦人家耕种维生。这许许多多的义举一时轰动潮州，余祖声名卓著，又通读诗书，被朝廷赐为进士，受封为节度判官，其侄子则授封福州知县，后来被派往广东封川任节度判官。余祖在大德九年辞官归田，仍回到严寨故里，迁往黄冈，成为饶平县余氏凤岗派衍一世祖，享年六十六岁。其后代子孙先后花费18年建成此陵墓，明弘治十七年重新修建，陵墓雄伟壮观，被余氏族里族外的人所赞美，无奈岁月沧桑，陵墓损坏严重，简单的修复已无法使其重现风采，但若任由此古迹衰败破损，不免使人心中叹惜。幸有海内外宗亲提出重建陵墓，经宗族代表决议，决定成立基金会。海内外宗亲乡贤踊跃捐资，于1992年重新修建陵墓，使之焕然一新。林氏夫人等祖母和其二世月溪，都能够同一时间同一地点，选良辰吉日分葬在各个陵墓。这样的做法足以尽子孙的责任，从而告慰祖先的在天之灵。
- 联饶镇“林梅江夫妇合葬墓”

“林梅江夫妇合葬墓”位于饶平县联饶镇葛口村葛藤自然村猴地，墓葬于元至顺元年（1332），葬于福建乌山。明洪武十五年（1382），移葬于葛藤村猴地，墓面为灰沙结构，有墓包、墓碑、祭床、石香炉及墓前埕等，墓碑刻有“宋始祖，梅江林公，宜人陈氏墓” 石香炉刻有“兵马司裔孙敬立，壬戌年建造”，墓莹左右侧尚遗存古时候金猴眨眼基座，该墓规模较大，占地宽广，保存较好，有一定的历史、艺术、科学价值。林梅江生于南宋度宗咸淳三年（1267），终于元至顺元年（1332），元朝成宗大德五年（1301）辛丑年出仕元朝大都路兵马指挥使，负责保卫京城安全，敕封五品。2013年5月被公布为县级文物保护单位。
- 联饶镇“莲法寺”

“莲法禅寺”原名“南天门紫竹林天仙堂”，现易名莲法禅寺。地处饶平县联饶镇葛口村与山门村交界处。莲法禅寺源于明朝开国皇帝朱元璋的国师刘基（字伯温）于洪武六年（公元1373年）为逃脱杀身之祸逃匿至此处，建“天仙堂”（现大雄宝殿后座）。现遗有国师飞天坟墓一穴，石香炉一个，并出土明朝金元宝十六个、玉手镯七个、瓷缽一个、木香炉一个、厅家灯一支和玉石印章一枚。1994年，释达贤主持寺内事务。1996年得十方善信捐赠支持，“天仙堂”旧址复建，2009年扩建大雄宝殿，现已落成。
- 海山镇“辟龙”

“辟龙”位于饶平县海山镇，属贝壳冲积岩，东西长4500米，宽1150米，后2米至10米，总面积为2875公顷。因裸露在地面部分横卧于海滩，形似长龙，俗称“辟龙”。经专家考证，该海滩岩田是由文石、高镁方解石、有孔介虫、海生贝壳、微体古生物和细砂粒在特定的地址条件下长期堆积、胶结而成，约有五千年历史。现为广东省第三个地质遗迹保护区。　 
- 海山镇“隆福寺”

位于海山镇烟楼山麓。清代《潮州府志》载：“隆福寺在信宁都黄芒山，晋时建”，宋、明两次重修，后废。清乾隆十五年（1750年）季春又重建，1986年由释光辉、释定因法师等募捐近百万元，全面进行修建。宫殿式结构，主寺三厅大院九天井；后座为两层大厅八房藏经楼。硬山顶建筑，穿斗式梁架结构，整座寺院雕梁画栋，凌角飞檐，为饶平第一大寺院。寺内佛像均塑金身；观音堂古铜匾铸浮雕“玄武飞来”，重140余公斤；还有泰国僧王赠送铜佛；藏经楼藏经数百卷，仅台湾星云法师馈赠（大藏经）100卷，寺正门匾额有“隆福寺”三个大字，苍劲雄浑，相传是晋代王羲之手笔。
- 黄冈镇“石壁庵”

“石壁庵”位于离饶平县黄冈镇约二公里处的栖云山，因此山多为石头山而得名。山上有“涑玉泉”、“古雷音寺”、“纳海楼”、“慈悲亭”等景观。其中涑玉泉成于山上天然岩洞，如卧龙吐水，长年清泉不竭，为县级文物保护单位。
- 黄冈镇“大澳文化公园”

“大澳文化公园”位于黄冈镇大澳村委会的村后山，总面积100多亩，建设主要以浅海文化为主题，用石雕、建筑物和绿化为主要载体，立海神妈祖巨型塑像为公园标志，集运动、健身、休闲、宣传教育、旅游观光等功能于一体。
- 黄冈镇“汛洲岛”

“汛洲岛”在广东省饶平县柘林湾中部，位于饶平黄冈河出海口以南4公里处。面积约2.5平方公里。汛洲岛东西部凸起两座山峰。、汛洲岛、森林覆盖率达90%以上。岛上有长达10公里的海湾沙滩。域内高峰期会集结十万只以上的国家二级保护动物黄嘴白鹭。
- 黄冈镇“中山公园”

位于县城公园大道和汕汾公路路口的中山公园，是为纪念伟大民主革命先行者孙中山和丁未起义而建的。公园内有孙中山先生的雕像，还有黄冈丁未革命纪念亭。中山公园纪念亭前建了孙中山先生铜像、人工湖、湖心亭、九曲桥廊等景观。
- 黄冈镇“古楼文祠”

“古楼文祠”位于饶平县黄冈镇霞中村古楼山南麓，奉文昌君，建于清乾隆九年（1744），清嘉庆十八年（1813）、民国33年以及1993年重修。坐北向南，二进布局。面阔12米，进深22.8米，面积约274平方米。重檐歇山顶，黄绿琉璃瓦屋面，夯土抹灰墙，花台童柱抬梁构架。前后错落约2米，前座为二层，上层为歇山顶楼台，四周护以栏杆。有彩画、木雕和嵌瓷装饰。门额“古楼文祠”，门两旁有对联“默坐文机人不觉，将开天榜吾先知”，后座桁写有嘉庆年重修记款。该祠保存完好，有较高的历史和艺术价值。1994年5月被饶平县人民政府公布为县级文物保护单位。
- 黄冈镇“雷音禅寺”

“雷音禅寺”位于饶平县黄冈镇石壁山，建于明嘉靖二十八年（1549），清乾隆年间重建。嘉庆五年（1800），1923年、1952年、1984年及2007年重修，为佛教场所。坐北向南，二进带厢房，行龙虎门。面阔48米，进深33米，面积约1584平方米。歇山顶，黄色琉璃瓦屋面，夯土抹灰墙，木瓜抬梁构架。木雕、石雕和嵌瓷装饰较为丰富。龙虎门门额均为“雷音禅寺”。该寺几经修缮，保存完好，有一定的历史价值。1988年10月被饶平县人民政府公布为第二批县级文物保护单位。
- 所城镇“古哨大所城”

“古哨大所城”古称大城所、大埕所。明、清海防军事重地。位于饶平县黄冈镇东南方14千米处（属所城镇），东临南海，北倚大尖山，西连黄冈古城，是潮州府的前卫。明洪武二十七年（1394年）由百户侯顾实创建，呈方形，城垣高2.7丈，周长643丈，厚1.6丈，内外两面用花冈石条丁卯垒砌，中填泥土。设东西南北4个城门，城门上皆建二重楼，城垣四角置设敌台。全城面积约2600市亩。城内有三街六巷，中心交叉呈“十”字形，街宽1.5丈，外侧四周城池环绕，城池宽2丈左右，长696丈。清康熙三年（1664年）曾迁拆，七年展复，八年重建。所城曾称大城所，设正千户2员，副千户3员，百户10员，镇抚1员，旗军1225员；各种军器5457件。四城门尚存，东西城垣尤为完整，是潮汕地区保存最完整的一座古城堡。1981年被列为饶平县文物保护单位，2002年被列为广东省重点文物保护单位。
- 所城镇“普陀岩寺”

“普陀岩寺”位于饶平县所城镇龙湾村西北面山上，建于宋淳熙年间（1174～1189），于清乾隆三十七年（1772）立秋重建，1980年重修，为佛教场所。坐西向东，二进二从厝。通面宽32米，进深26米，面积约832平方米。悬山顶灰瓦屋面，夯土抹灰墙，木瓜枱樑构架。石雕、木雕、彩画、嵌瓷装饰较为丰富，门额“普陀岩”。明代举人、国子监佐教曹宗曾在此设馆执教，明代进士周用、苏信、陈天资等曾在此攻读，明代知县张浚、钟卿密、毛棠等曾到此游览。该寺基本结构尚好，体现潮汕地区宋代及清代寺院建筑的特点，有一定历史、艺术价值。1988年10月被饶平县人民政府公布为第二批县级文物保护单位，公布名称“普陀岩”。
- 钱东镇“绿岛旅游山庄”

“绿岛旅游山庄”是AAAA级旅游景区、潮州新八景之一、全国休闲农业与乡村旅游示范点、广东省青少年科技教育基地、厦门市民周末自驾游十大目的地。山庄位于钱东镇万山红农场，占地面积3000多亩。保留了原始自然生态地貌，林地覆盖率高达95%。山庄山环水绕，风景如画，犹如一颗镶嵌在粤东大地上的绿色明珠。现已建成民俗文化体验区、别墅酒店度假区、千竹湖畔游乐区、湿地湖景休闲区和特色农业体验区等五大主题园区。是一处集地质科普、文物民俗、休闲度假、商务会议、游乐购物于一体的大型综合性生态旅游度假胜地。
- 钱东镇“林姜寺”

“林姜寺”位于饶平县钱东镇灰寨村西面山坡上，始建于宋淳熙四年（1177），清代重建，寺院由林、姜两姓捐建而得名，为佛教场所。坐西向东，二进二廊布局。通面阔12米，进深18米，面积约216平方米。硬山顶，琉璃瓦屋面，夯土抹灰墙，穿斗式构架。木雕、壁画和嵌瓷装饰。寺内保存有一个石马槽和方柱形佛像石雕件，门额“林姜寺”。该寺年代久远，有一定的历史价值。1988年10月被饶平县人民政府公布为第二批县级文物保护单位。
- 钱东镇“陈塘桥”

“陈塘桥”位于饶平县钱东镇钱塘村东北面,始建于宋未淳佑六年（1246），由潮州府知州陈圭捐建，是古代潮州通往福建的官道必经的桥梁。6墩5孔梁式石板桥，桥系花岗岩条石叠砌而成, 长28米、宽1.6米、孔距跨径4.5米, 是县境内现存最古老的桥梁, 具有较高的历史价值。2016年11月11日被饶平县人民政府公布为县级文物保护单位。
- 钱东镇“百丈埔古战场遗址与许夫人”

“百丈埔”位于钱东镇东北部与高堂镇南部交界处，即尖峰山西北麓五脚岭的三企山下，方圆5里许。据清《饶平县志》载，百丈埔是宋末名将张世杰与许夫人统率义军扶宋抗元的古战场。许夫人于此壮烈牺牲。后乡民为悼其忠贞报国气节，曾建“百丈埔娘娘庙”，以作纪念。嗣后被粤东学使魏庄渠误作淫祠而毁。乡民不悦，继又在战场周边的前寮村口，另建一座，称“百丈古庙”，今猶存。旅饶的丘逢甲曾写了两首诗赞颂许夫人，其中有“百丈埔前战血红”，“男儿千古逊英雄”之句，歌颂许夫人的民族气节和忠贞义烈。许夫人是南宋末年福建路兴化军知军陈文龙的女儿。陈文龙是莆阳人，于南宋度宗五年(1270)中进士第一名，授参加政事。许夫人幼承家教，是一个具有文韬武略堪当将领的胆识过人的女人。宋末元兵压境，遗臣拥幼主退保闽海一隅时，陈文龙拥兵千员退守乡邦，后元兵派人劝降，他不单不受利诱，甚且杀却敌使，并“殚家财募万兵”死守孤城，城破被俘，在解至杭州途中绝食身亡。母亲陈老夫人也被拘禁于福州尼庵中，患病拒服汤药殉节；她宗叔陈瓒和陈家兄弟也都拒绝降元，先后战死沙场。在此国恨家仇的激发下，许夫人走上抗元反暴的道路。
许夫人因是宋末进士授文信郎许汉青之妻，人家就称她为许夫人。许汉青是唐德宗壬午科(802)进士擢迁兵部尚书郎许稷的裔孙。当南宋幼主赵昰与赵昺被元兵追至泉州时，窃据泉城的南宋福建尚书右丞蒲寿庚降元，闭门不纳，赵昺无奈，只好与端宗赵昰分路逃亡。端宗从泉州法石抄小路逃至晋江蚶江，被前来勤王的张世杰接往南安。而赵昺则沿驿道奔至晋江下辇，后转至可慕村驻跸。许汉青夫妇闻讯，遂集结族兵和其他义兵赶来勤王，与追赶宋室君臣的元兵在社坛死战七昼夜，力保赵昺退至许西坑与下厝村交界处。还三渡晋江到塔头南岳找张世杰，但张世杰已保端宗走南安，后转广东。叛贼蒲寿庚派兵进剿可慕村，许汉青当机立断，派得力干将护卫赵昺退往广东，自己则与夫人组织族亲义勇在可慕村与蒲寿庚决战。后许汉青殉难，族人亦大遭杀戮。可慕村的惨案，许夫人以东石一带亲密无间的汉畬人民为基本力量，招慕义勇，并派员到漳浦、龙溪、云霄、诏安以至汀州、赣南一带与抗元力量建立好关系。这时，以黄华为首的闽抗元义军首领和畬家峒酋长蓝太君，商定联合抗元大计，最后终于建立了从闽西到漳南计二十四峒的义军据点，使抗元的烈火在方圆几百里的土地上熊熊燃烧起来。这种情况《元史·世祖本纪》有载：许夫人领导的畬汉起义军“势力遍及漳、汀、潮一带，号十万众连营数百里”。
张世杰拥幼主在广东安顿后，又于景炎二年六月乙已巳取水路回师，“将淮军讨蒲寿庚于泉州”，许夫人也与其陈家族侄陈吊眼“率所属往合”，在围攻泉州城的九十天中，几经反复，有败有胜，但城终不破。及至元将唆都率精兵二千多名援蒲时，义军腹背受敌，才放弃攻城。张世杰乃解兵还帝舟所泊之浅湾。许夫人则重聚义军，在陆地黄勇阻击元兵，与元兵周旋鏖战于闽南、粤东一带。及后和陈吊眼会师与元兵恶战于饶平县外浮山的百丈埔，终因兵力悬殊而惨败，许夫人虽身负重伤仍英勇血战，终未能挽回败局，以身殉难。
- 汫洲镇“永福寺”

广东潮州饶平县汫洲镇永福寺，创于宋（960—1279），移址重建于1991年至2001年，由释光辉住持募资投放3500万元巨款所振兴。1993年获县宗教局登记开放。宏伟壮观，殿堂齐全，金碧辉煌，墨宝荟萃，成为潮汕大寺院之一，系三百门港区一大旅游点。寺创自宋，从对岸海山岛隆福寺分香火而建。原处于瀛洲岛（今汫洲镇）西南，为一厅二房，仅约400平方米。清乾隆年间（1736—1795），由乡民集资扩建，增至约1500平方米，分前座、大殿、后花园、两侧通廊，前座供协天上帝，大殿供释迦牟尼佛、两旁阿难、迦叶尊者，十八罗汉分列两排。又有地藏阁、观音阁、僧舍。
- 樟溪镇“青岚冰臼”

饶平县樟溪镇青岚溪谷中分布有两千多个的形态各异的冰臼，是距今约二三百万年前冰川运动时留下的遗迹。冰臼群中最大的一个圆形冰臼口宽六七米，深二三米。冰臼群处于北纬23"12'，海拔不到100米的热带亚热带地区，这对广东地区可能在数百万年前曾是冰天雪地的严寒地带说法有重要意义。
- 樟溪镇“马山湖”

马山湖湿地位于樟溪镇径北村南部马山湖水库旁，原本是黄冈河支流樟溪流入马山湖水库处的一个冲积平原，因水库水位下降导致湿地变成草原，后被网友发现而出名，被称是继架桥潭、石庵、草岚武之后的又一天然风景区。不过近来因游客增加导致马山湖生态环境略趋恶化，不少网友呼吁保护马山湖。。
- 柘林镇“白鹭天堂”

饶平县柘林镇西澳岛上因白鹭成群，而被称为“白鹭天堂”。西澳的白鹭为黄嘴白鹭，是国家二级保护动物。
- 柘林镇“镇风塔”

“镇风塔”位于饶平县柘林镇，地处风吹岭峡谷口。镇风塔始建于元代，已有600多年历史。塔高22米，基围16米，七层八面。塔尖为制作精美的千斤石葫芦，塔身周围是石板围成的环形面屏。该塔现为广东省重点文物保护单位。
- 柘林镇“汉忠义庙”

“汉忠义庙”位于饶平县柘林镇柘中居委，为关帝庙，始建于清康熙初年，于光绪二十四年（1898）重修，1994年再次重修。坐北向南，二进带拜亭，辟有龙虎井。通面宽12米，进深16米，面积约192平方米。硬山顶，灰瓦屋面，夯土抹灰墙，木瓜抬梁构架。石雕、木雕、彩画和嵌瓷装饰较为丰富。门额“汉忠义庙”正楷阳刻，背镌“万世人极”正楷阴刻。该庙基本结构保存完好，体现潮汕地区清代坛庙建筑特色，具有一定的历史价值。1994年5月被饶平县人民政府公布为县级文物保护单位。
- 柘林镇“柘北天后宫”

“柘北天后宫”位于饶平县柘林镇柘北村西北侧凤山南麓，建于明代，于清康熙年间及1986年二次重修，现遗存主体为清代建筑。坐东向西，二进二廊格局，门前石牌坊1座。通面宽10米，进深16米，占地总面积约240平方米。硬山顶，灰瓦屋面，夯土抹灰墙，木瓜枱樑构架。前埕正中建造一座四柱三门的石牌坊，柱联分别用正楷、草、棣、行四种字体阳刻。石雕、木雕、彩画和嵌瓷装饰较为丰富。南北侧有水井2口，当地人称为“龙井”、“虎井”。天后宫基本结构保存完好，体现潮汕地区清代坛庙建筑特点，具有较高的历史、艺术价值。1988年10月被饶平县人民政府公布为第二批县级文物保护单位。
- 柘林镇“白雀寺遗址”

“白雀寺遗址”位于饶平县柘林镇柘北村虎鬃山南麓，始建于宋代，历经明万历三十一年（1603）癸卯孟春、民国19年（1930）、1982年及2002年重修。坐北向南，现为二进二从厝格局，门前石亭1座。通面宽38米，进深36米，面积约1368平方米。重檐歇山顶，绿色琉璃瓦屋面，夯土抹灰墙，木瓜枱樑构架。石雕、木雕、彩画和嵌瓷装饰较为丰富。门额“白雀寺”，款“明刑部侍郎蒋厚传书”。“白雀寺”三个大字风格独特，潇洒俊逸，笔划蹁跹，宛如雀儿飞舞，为书法妙品。该寺体现饶平县域宋、明时期寺堂古刹建筑特色，具有较高的历史、艺术价值。1988年10月被饶平县人民政府公布为第二批县级文物保护单位，公布名称为“白雀寺”。
- 大埕镇“鸿程大庙”

“鸿程大庙”也称三山国王庙，位于饶平县大埕镇程南村，始建于宋代，清咸丰二年（1852）扩建，1988年重修。坐西向东，三进带后包庙宇式格局，筑有前座、正殿、后殿和两廊配殿，规模宏伟壮观。正殿塑有三山国王泥塑，高达4米，后殿是三山国王的夫人神位，偏殿是众神灵位，前座还有雷公电母的塑像。通面阔16米，进深34米，占地总面积约1832平方米。硬山顶，灰瓦屋面，夯土抹灰墙，木瓜抬梁构架。木雕、石雕、彩画和嵌瓷较为丰富。门额“东方保障”，背镌“神光宠锡”，门前石鼓1对，池塘1口。大庙基本结构保存完好，为粤东三山国王庙中建筑规模较大，设置较为完备之一，具有较高的历史、艺术价值。1988年10月被饶平县人民政府公布为第二批县级文物保护单位。
- 高堂镇“金光寺”

“金光寺”始建于明代，创寺长老法名"立禅"大师。金光寺建筑规模宏大，殿宇巍峨 富丽，明清两代极盛时有大小庙宇五、六十间，完整的藏经一套共八千余部（册），僧众二百多人，朝山礼佛的人络绎不绝。而且，寺内绝大多数塑像和佛具都是用 纯铜铸造的。《永昌府志》载："寺有明代铜佛二尊，殿宇皇壮，邑中名胜，推为首指"。明末著名的地理学家徐霞客曾游此寺，他在《滇游日记》中写道："寺规模宏敞，正殿亦南向，八角层甍，高十余丈，地盘数亩"。 金光寺以其幽雅的环境，雄伟的建筑，繁芜的佛典，完善的佛礼吸引了千千万万游客僧众。但由于年久失修，金光寺日渐衰落，七十年代前，仅存留大殿一间，偏殿一间两层，楼上藏经。另有厢房十三间，只有原建筑的五分之二。存经书四十二部，五百二十卷；而且寺内大佛像完全被损坏。直到八十年代后，才正式修复，现主要建筑均已修复，且新建一座雕梁画栋的门楼，上书"滇西名胜"四个鎏金大字。现有担当和尚近代名人李根源等题书。大殿里供奉的佛像，
造形精湛。殿外，人工栽培的木莲花、茶花、含笑、白木瓜等各种花卉竞放于高大的青松翠柏之间，把寺院装点得更加明丽清亮。金光寺的兴盛，还取决于它得天独厚的地理位置。金光寺距离古西南丝绸之路一博南古道不远，便利的交通，不仅带来了繁荣，也促进了文化的发展。
- 高堂镇“翁云叟墓”

“翁云叟墓”位于饶平县高堂镇塘南村尖峰山腰，建于明弘治十二年（1499），墓面为灰沙结构，有墓包、墓亭、祭床、墓埕、墓道碑和部分摆手，墓道碑高185厘米，宽55厘米，内刻有“大明敕封文林郎监察御史翁公之墓，弘治十二年岁次戌年冬十二月吉立，孝子莹理昱旭吉奇立石”，墓后壁还塑有麒麟画。墓葬庞大，占地宽广，构筑精致，型制美观，为饶平县境内明代大型陵墓，现保存较好，有一定的历史、艺术价值。翁云叟翁按察之父，生于明德七年，终于明弘治十二年（1499），生前官至诰赠中宪大夫，兴化府推官，敕封文林郎监察御史。2013年11月被公布为县级文物保护单位。

## 古迹
- 浮滨塔仔金山文物

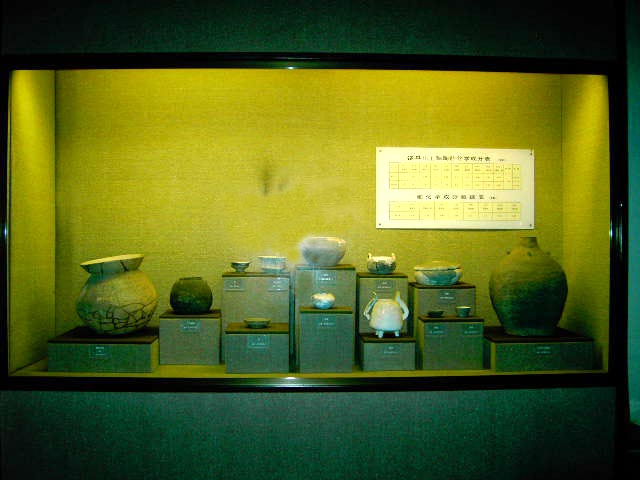
饶平塔仔金山出土文物

1974年，在饶平县浮滨塔仔金山发现了古穴墓群，墓中发现了大量的石器与陶器的陪葬品。其中有戈、矛、斧、凿、砾石石器，尊、壶、豆、杯、盆、盂、罐等陶器。部分陶器有酱色釉。经考古坚定，浮滨发现的文物时间为商代中晚期至西周前期。该发现对中原文化与当地区别于诸越文化的土著文化有重要影响。

## 特产
- 岭头单丛茶（岭头白叶茶）：岭头单丛茶始于清代，已有三百多年的历史。岭头单丛茶原是浮滨镇岭头村茶农于1961年至1963年在双髻娘山腰茶园发现并经试种成功，1981年国家农业部正式命名为“岭头单丛”茶，1986年获“全国优质名茶”称号。1990年被国家农业部评为“绿色食品”，定为“国宾茶”。
- 深坑老枞水仙茶：深坑茶叶位于饶北山区。深坑村位于百花山（即待诏山）山腹地，至今300多年树龄的茶枞有1000多棵，还有40多株不同香型的单丛茶，分别采制，质量极佳。其中，著名的有黄枝香、杏仁香、暹卜（大号黄枝花）香和芝兰香香气独特、品质优良，产品饮誉海内外。
- 西岩茶：西岩茶制作技艺分初制和精制工艺共12道工序。初制工艺流程：晒青→凉青→做青（浪菜）→杀青（炒茶）→揉捻→干燥6道工序；精制工艺流程：归堆→拣剔筛末→拼堆（分级）→烘焙（提香）→摊凉→包装6个环节。
- 高堂菜脯：产于广东省饶平县高堂镇的菜脯更以其色泽黄珀鲜艳，味道香甜，肉厚酥脆等特点而著称。菜脯即萝卜干。因萝卜在潮汕俗称“菜头”，故称“菜脯”，是潮汕地区的特产之一。
- 狮头鹅：早在两百多年前，地处黄冈河支流旁边的浮滨镇溪楼村，每年农历正月初五便有了用大鹅作祭品拜年、祭神和赛大鹅的风俗，以养鹅最大者为荣。由此，年复一年，溪楼村民精心培育出特有巨型鹅种，因其公鹅头形似狮头，故而得名狮头鹅。
- 饶江鱼露：“渔民牌”饶江鱼露创制至今已有近百年历史，产品以鲜鱼为主要原料，经传统制作，日晒夜露，天然发酵，科学配制而成，营养丰富，味道鲜美，色泽澄明，具独特风味，符合卫生标准，为烹调之佳品。
- 海山紫菜：海山紫菜的养殖有一定的季节性。每年十二月底便开始选择菜母，培育来年种苗。培育紫金菜种苗，要求非常严格，首先应对室内水池进行消毒，并淡化和净化海水，恰当调节水温，然后将优选的菜母放置于经过消毒的贝壳中，用绳子把贝壳贯成串悬吊在室内水池里，菜母成熟后，裂变释放出孢子，附着于得先准备在池中的网具，再在室内培育至-2公分长，于农历八月中旬前搬至海区养殖场吊养。农历九月底，菜长至20公分左右，便开始收获第一造，以后每隔15天左右便收获一次。收获紫菜时，通常的制作加工工艺是：将成菜采下，用淡水漂洗几次，去净杂质后，捞起作成饼状，晒干后贮存于干燥处。
- 黄冈宝斗饼：饶平县城黄冈镇生产一种饼食叫宝斗饼，是全国独一无二的一个饼种，八角四方，俗称“斗仔”，因饼好吃，故名“宝斗”。宝斗饼是广东潮州饶平特产，是最具特色的潮州小吃之一。它色泽鲜艳口感松柔甜滋香醇，深受海内外乡亲的青睐。

- 烤鳗
- 山枣糕